# Czeke Sándor
Czeke Sándor (Pécs, 1828 – Dublin, 1891) zenész, újságíró, író.

## Élete
Az 1860-as évek végén és az 1870-es évek elején Pesten az operai zenekarnál alkalmazták, és zenekritikákat irt. A Pester Lloydnak is munkatársa volt. Azután Bécsbe költözött és ott folytatta újságírói pályáját; majd később Demidoff herceg zenekarának karmestere lett és a herceget követte utazásaiban; úti élményeit ki is adta.

## Munkái
Bilder aus dem Süden. Gedichte. Bécs, 1878. 
Mint szerkesztő 1866. szeptemberben Aesthetische Rundschau című hetilapot hirdetett, mely Bécsben jelent volna meg és a magyarországi művészi ügyekre is figyelmet ígért fordítani.

### Cikkei
- A magyar zene és a czigányok, ford. Rózsaági Antal (Szépirodalmi Közlöny 1858. II. 6–10. sz.),
- A magyarok nemzeti zenéje, az Oesterr. Zeitungból közli Rózsaági (Hölgyfutár 1858. 154. sz.)
- A Pannonia című bécsi folyóirat 1. füzetében (1860.) van egy cikke a magyar szinészetről 1790-ig.